# شهرستان بروسارتسی
شهرستان بروسارتسی (به بلغاری: Brusartsi Municipality) یک شهرستان در بلغارستان است که در استان مونتانا واقع شده‌است. شهرستان بروسارتسی ۱۹۴٫۵۵ کیلومتر مربع مساحت و ۴٬۹۵۴ نفر جمعیت دارد.